# Harzburger Musiktage
Die Harzburger Musiktage sind seit 1970 das jährliche Musikfestival von Bad Harzburg und das drittälteste Klassikfestival in Niedersachsen.  

## Geschichte
Die Harzburger Musiktage wurden 1970 vom Violinisten Luz Leskowitz gegründet, der bis 2005 der künstlerische Leiter war.
1988 hat die Konzertreihe die Anerkennung als Internationale Festspiele erhalten.
Seit dieser Zeit werden jedes Jahr im Juni sechs bis acht Konzerte angeboten. In den Anfangsjahren wurde die Konzerte im alten Casino, dem heutigen Kurzentrum gegeben. Heute haben die Festspiele wechselnde Konzertstätten, wie unter anderen die Lutherkirche (Bad Harzburg), die Kaiserpfalz Goslar, den Rittersaal im Schloss Bündheim, das Werner-von-Siemens-Gymnasium (Bad Harzburg), das Kaffeehaus Wolf (Bad Harzburg), die Harzer Volksbank Bad Harzburg, das Kurhaus Bad Harzburg oder das Sonnenresort Ettershaus.
Im zweiten und dritten Jahrzehnt der Harzburger Musiktage standen die Konzertreihen oft unter einem Motto wie z. B. 1988 – Dänemark zu Gast. Andere Länder waren Frankreich und Österreich sowie die Musikmetropolen Dresden, Berlin und Hamburg.
Gegründet wurden während der Harzburger Musiktage auch zwei Ensembles. 1979 gaben die Salzburger Solisten in der Kaiserpfalz Goslar ihr Gründungskonzert und 1989 hatte das Ensemble Wien-Berlin in Bad Harzburg sein erstes öffentliches Konzert.
2019 feierten die Internationalen Festspiele mit den 50. Harzburger Musiktagen Jubiläum. Dieser Geburtstag wurde nicht nur mit der üblichen traditionellen Festivalwoche gefeiert. Zum Jubiläumsauftakt gab es am 15. März ein Konzert im Kurhaus Bad Harzburg mit der NDR Radiophilharmonie unter der Leitung von Andrew Manze und Francesco Piemontesi am Klavier. Nach der Festspielwoche im Juni gab es das Jubiläumsfinale am 16. November, mit zwei Konzerten, in Venedig mit dem Quartetto di Venezia und Simone Kermes & Friends. Das Eröffnungskonzert 2024 fand erstmals im Lessingtheater Wolfenbüttel statt.

## Künstler (Auswahl)
Weltbekannte Solisten, Persönlichkeiten, Ensembles und Orchester geben seit 1970 bei den Harzburger Musiktagen ihre hohe Kunst zu Gehör, aber auch immer wieder junge Nachwuchskünstler und Musikpreisträger. So wurden in den letzten Jahren viele Bundes- und Landessieger des Wettbewerbs „Jugend musiziert“ zu den Harzburger Musiktagen eingeladen.

### Solisten und Persönlichkeiten
Peter Schreier, Ulrich von Wrochem, Paul Roczek, Julius Berger, Matthias Feile, Hermann Prey, Mette Hanskov, Wolfgang Schulz, Karl Leister, Ruth Konhäuser, Hans-Jörg Schellenberger, Günter Högner, Anneliese Rothenberger, Milan Turković, Jörg Demus, Norman Shetler, René Kollo, Lory Wallfisch, Peter Rösel, Karl Ridderbusch, Paul Badura-Skoda, Ingrid Heabler, Detlef Kraus, Jeremy Menuhin, Elly Ameling, Igor Oistrach, Vladimir Mendelssohn, Nicolai Gedda, Heidi Litschauer, David Geringas, Ab Koster, Ludwig Streicher, Hermann Baumann, Bernard Le Pogam, Edward Tarr, Ingeborg Hallstein, Håkan Hardenberger, Matthias Höfs, Jutta Zoff, Edith Wiens, Giselle Herbert, Theo Adam, Claudia Schneider,
András Csáki, Katja Riemann (Rezitation) und Sebastian Knauer (Klavier),
Simone Kermes und Ensemble „La Magnifica Comunitá“, Sebastian Knauer und Hannelore Elsner, Meike Leluschko und Jenny Meyer (Harfe), Francesco Piemontesi, Martina Gedeck (szenische Recitation) und Sebastian Knauer (Klavier), Suzanne von Borsody (Rezitation) und Solina Cello-Ensemble, Klavierduo Jost & Costa, Hannelore Hoger (Rezitation) und Sebastian Knauer (Klavier), Akkordeonduo Face2Face, Gautier Capuçon, Mihály Berecz, Corinna Harfouch (Rezitation) und Hideyo Harada (Klavier).

### Ensembles und Orchester
NDR Radiophilharmonie, Staatsorchester Braunschweig, Göttinger Symphonie Orchester, Klassische Philharmonie Bonn, Philharmonisches Kammerorchester Stuttgart, Badisches Kammerorchester, Camerata Salzburg, Voces Quartett, Mandelring Quartett, Russische Kammerphilharmonie St. Petersburg, Klenke-Quartett, Blue Chamber Quartet (Wien), duoApeiron, Die Singphoniker, Vision String Quartet, Pindakaas Saxophon Quartett, Flötenquartett Flautando Köln, Gershwin-Quartett, Spanish Brass-Metàl.lics, Lutherkantorei Bad Harzburg, St. Nikolai Frauenchor, Halbkreis-Chor, Chor des Werner-von-Siemens-Gymnasiums, Solisten des Philharmonischen Kammerorchesters Wernigerode, Barnabás Kelemen & Friends, Philharmonia Frankfurt,  ElbtonalPercussion, London Klezmer Quartet.
Viele der oben genannten Künstler kommen schon seit vielen Jahren, immer wieder, zu einem Gastspiel nach Bad Harzburg.

## Trägerschaft
Am 1. Juli 1972 wurde die Gesellschaft zur Förderung der Harzburger Musiktage gegründet.
Die Gesellschaft konnte durch ihre Vereinsbeiträge von durchschnittlich 240 Mitgliedern sowie Spenden und Mitteln des Landes, der Stadt, des Kurbetriebes und – bis 1990 – der Zonenrandförderung die Finanzierung der Harzburger Musiktage sicherstellen. Nach der Wiedervereinigung Deutschlands standen immer weniger finanzielle Mittel der öffentlichen Hand zur Verfügung.
So wurde es für die Fördergesellschaft, um Ausstrahlung und Qualität des Musikfestivals zu erhalten, zur zwingenden Aufgabe das Management zur Vorbereitung und Durchführung der Festspiele neu zu konzipieren. Die Fördergesellschaft gewann eine Sponsorenschaft aus Kulturstiftungen und namhaften Unternehmen für die Harzburger Musiktage.